# Aspidites ramsayi
Aspidites ramsayi е вид змия от семейство Питонови (Pythonidae). Видът е застрашен от изчезване.

## Разпространение
Разпространен е в Австралия.